# NGC 1683
NGC 1683 је спирална галаксија у сазвежђу Орион која се налази на NGC листи објеката дубоког неба.
Деклинација објекта је - 3° 1' 27" а ректасцензија 4h 52m 17,5s. Привидна величина (магнитуда) објекта NGC 1683 износи 14,7 а фотографска магнитуда 15,6. NGC 1683 је још познат и под ознакама NPM1G -03.0218, PGC 16209.